# Pasir Mas
Huyện Pasir Mas là một huyện thuộc bang Kelantan của Malaysia. Huyện Pasir Mas có dân số thời điểm năm 2010 ước tính khoảng 180465 người.